# جان لهر
جان لهر (انگلیسی: John Lehr؛ زادهٔ ۲۵ نوامبر ۱۹۶۵) بازیگر، کمدین اهل ایالات متحده آمریکا است.
از فیلم‌ها یا برنامه‌های تلویزیونی که وی در آن نقش داشته‌است می‌توان به فکر شیرین اشاره کرد.

## زندگی‌نامه
لهر در ۲۵ نوامبر ۱۹۶۵ در اورلند پارک، کانزاس به دنیا آمد. او به دبیرستان رفت و در سال ۱۹۸۸ از دانشگاه نورث وسترن فارغ‌التحصیل شد. در حین تحصیل در نورث وسترن، به عنوان معلم ذخیره در مدرسه ابتدایی کیلمر شمالی شیکاگو، ایلینوی کار کرد. او بعداً گواهی تدریس خود را دریافت کرد و تمام وقت در ابتدایی کیلمر تدریس کرد.
لهر دین خود را به یهودیت در سال ۲۰۰۰ میلادی تغییر داد.
لهر در فیلم شیرین‌ترین چیز، با بازی کریستینا اپلگیت ظاهر شد، در حالی که مردی در حال رانندگی یک گاری گلف روی محدوده رانندگی بود که توسط توپ گلف مصدوم می‌شود.
در سال ۲۰۱۰، لهر به عنوان حامی گربه خیابانی، به یک سازمان حمایت غیرانتفاعی که به تغییر دیدگاه جوامع برای محافظت و بهبود زندگی گربه‌ها اختصاص دارد حضور یافته و به شوخی می‌گوید: «من به عنوان یک انسان وحشی، با این حیوانات ارتباط عمیقی دارم.»